# Atletica leggera alla XXX Universiade - Lancio del martello femminile
La specialità del lancio del martello femminile all'Universiade di Napoli 2019 si è svolta tra il 10 e il 12 luglio 2019.

## Podio
| Oro     | Iryna Klymets Ucraina      |
| Argento | Malwina Kopron Polonia     |
| Bronzo  | Katarzyna Furmanek Polonia |

## Risultati

### Qualificazioni
Si qualificano alla finale le atlete che lanciano 68,00 m Q o le dodici migliori misure q.
| Posizione | Atleta             | Nazione       | #1    | #2    | #3    | Risultato | Note |
| --------- | ------------------ | ------------- | ----- | ----- | ----- | --------- | ---- |
| 1         | Réka Gyurátz       | Ungheria      | 68.05 |       |       | 68.05     | Q    |
| 2         | Iryna Klymets      | Ucraina       | x     | 62.42 | 68.01 | 68.01     | Q    |
| 3         | Malwina Kopron     | Polonia       | 67.98 | x     | –     | 67.98     | q    |
| 4         | Inga Linna         | Finlandia     | 63.36 | 67.23 | –     | 67.23     | q,   |
| 5         | Anamari Kožul      | Croazia       | x     | 66.62 | 62.61 | 66.62     | q    |
| 6         | Katarzyna Furmanek | Polonia       | 64.49 | 61.62 | 62.55 | 64.49     | q    |
| 7         | Pavla Kuklová      | Rep. Ceca     | 62.15 | 60.85 | 62.92 | 62.92     | q    |
| 8         | Mariana García     | Cile          | 62.17 | x     | x     | 62.17     | q    |
| 9         | Lauren Bruce       | Nuova Zelanda | 61.47 | x     | x     | 61.47     | q    |
| 10        | Margaretha Cumming | Sudafrica     | 56.95 | 58.54 | 61.39 | 61.39     | q,   |
| 11        | Sina Holthuijsen   | Paesi Bassi   | 61.18 | 61.33 | 61.14 | 61.33     | q,   |
| 12        | Chanell Botsis     | Canada        | 60.65 | 57.31 | x     | 60.65     | q    |
| 13        | Jillian Shippee    | Stati Uniti   | x     | 58.59 | 59.42 | 59.42     |      |
| 14        | Nadia Maffo        | Italia        | 58.35 | 56.11 | x     | 58.35     |      |
| 15        | Jordan McClendon   | Stati Uniti   | 55.54 | x     | x     | 55.54     |      |
| 16        | Lee Yu-ra          | Corea del Sud | 50.84 | 52.22 | 51.23 | 52.22     |      |
|           | Kaila Butler       | Canada        | x     | x     | x     | NM        |      |

### Finale
| Posizione | Atleta             | Nazione       | #1    | #2    | #3    | #4    | #5    | #6    | Risultato | Note                          |
| --------- | ------------------ | ------------- | ----- | ----- | ----- | ----- | ----- | ----- | --------- | ----------------------------- |
|           | Iryna Klymets      | Ucraina       | 70.01 | x     | 70.89 | 68.01 | 71.25 | 69.36 | 71.25     |                               |
|           | Malwina Kopron     | Polonia       | 70.89 | x     | x     | x     | 68.90 | x     | 70.89     |                               |
|           | Katarzyna Furmanek | Polonia       | 68.80 | 65.80 | x     | 69.68 | 67.71 | x     | 69.68     | Miglior prestazione personale |
| 4         | Réka Gyurátz       | Ungheria      | 67.37 | 69.51 | 68.41 | x     | 69.25 | 66.71 | 69.51     |                               |
| 5         | Anamari Kožul      | Croazia       | 68.28 | x     | 66.89 | x     | x     | 63.20 | 68.28     |                               |
| 6         | Inga Linna         | Finlandia     | 55.01 | 63.80 | 55.30 | x     | 61.23 | 59.84 | 63.80     |                               |
| 7         | Lauren Bruce       | Nuova Zelanda | 61.64 | 61.90 | x     | x     | 62.50 | 61.97 | 62.50     |                               |
| 8         | Pavla Kuklová      | Rep. Ceca     | 61.34 | x     | 60.21 | x     | x     | x     | 61.34     |                               |
| 9         | Chanell Botsis     | Canada        | 60.16 | 60.14 | 60.16 |       |       |       | 60.16     |                               |
| 10        | Sina Holthuijsen   | Paesi Bassi   | x     | 57.24 | 59.20 |       |       |       | 59.20     |                               |
| 11        | Margaretha Cumming | Sudafrica     | x     | x     | 58.80 |       |       |       | 58.80     |                               |
| 12        | Mariana García     | Cile          | 57.39 | x     | 58.46 |       |       |       | 58.46     |                               |